# 國立臺灣師範大學
國立臺灣師範大學，簡稱臺師大、臺灣師大或師大，是位於臺灣臺北市大安區的國立綜合型大學，也是臺灣第一所師範大學，前身為日治時期創立的臺灣總督府臺北高等學校，後演變為臺灣省立師範學院及臺灣省立臺北高級中學並共用校舍與師資。臺北高中停辦後接收其資源，逐步從學院改大學，省立師範學院時期，與國立臺灣大學、省立農學院（今國立中興大學）、省立工學院（今國立成功大學）是1940年代臺灣省僅有的四所高等教育機構。2006年合併國立僑生大學先修班。近年與鄰近之國立臺灣大學及國立臺灣科技大學合組國立臺灣大學系統共享學術資源，目前並互開放跨校輔系及跨校雙主修。
師大目前共有和平校區、公館校區與林口校區三個校區，並為臺灣三所師範大學之一，另為教育部大專校院學生雙語化學習計畫的四所全校型標竿大學之一。

## 校史沿革

### 台灣日治時期

#### 臺灣總督府臺北高等學校（1922年—1945年）
國立臺灣師範大學的前身為日本統治時期的臺灣總督府臺北高等學校，創立於1922年，為七年制之高等學校（含尋常科四年、高等科三年），是二戰前全日本38所菁英養成高校之一，也是臺灣唯一的一所高校，具備帝國大學預科性質，原則上畢業生可申請免試直升臺北帝國大學。臺北高校創建初時，借用當時尚為中學的臺北州立臺北第一中學校（今建國高級中學）校舍，1926年始遷移至古亭町（現址）。1945年二戰結束後，國民政府接收臺北高校，11月依新學制將其改名為臺灣省立臺北高級中學。
2018年臺師大校務會議決議，追溯校史自「臺灣總督府臺北高等學校」。

### 臺灣戰後時期

#### 臺灣省立臺北高級中學（1945年—1949年）
1946年8月起，臺灣省立臺北高級中學校長一職，開始由臺灣省立師範學院院長兼任。1949年，最後一屆學生畢業。

#### 臺灣省立師範學院
戰後因急切需要培養大量中學與高中師資，臺灣省行政長官公署於1946年6月5日成立具大學位階的臺灣省立師範學院，負責中等教育師資的人才培育。臺灣省立師範學院創立時，與臺北高級中學共同使用同一校地與設備，教職員亦相互支援流用。
1949年臺北高級中學奉令停止招生，由臺灣省立師範學院承繼臺北高級中學的校地、設備、圖書等，以及蘊藏豐富歷史的建築，包括行政大樓、普字樓、禮堂、文薈廳等四棟市定古蹟。

#### 臺灣省立師範大學
1955年臺灣省立師範學院改制為臺灣省立師範大學，分設教育、文、理三學院。除師資的人才培育外，亦致力於研究的發展與新知的探索，提供教師更多元的進修管道與學習機會，以提升全國中等教育師資的優化與學術的深化，並視社會發展所需調整系所的建置，達成師範教育和大學教育的雙重任務。

#### 國立臺灣師範大學
1967年7月1日升格為國立臺灣師範大學，分設教育、文、理、藝術四學院。編制擴大後，經費增加，設備也日臻完善，不但提供更多元的師資培育與教學研究環境，並且在教學、研究、輔導以及行政支援進修等各方面，都更加充實與完備。
自1994年「師資培育法」實施後，臺灣師資培育採多元化政策，亦因應時代潮流而積極轉型發展為綜合大學。除原有之師資培育相關系所外，更增設符合社會變遷並足以引領高等教育發展的新系所。目前已擁有教育、理、文、藝術、運動與休閒、科技與工程、國際與社會科學、管理、音樂、跨域科技產業創新研究等10個學院，成為博、碩、學士班學生逾萬人之多元化綜合大學。

### 大事紀
- 1922年，「臺灣總督府高等學校」成立[6]。

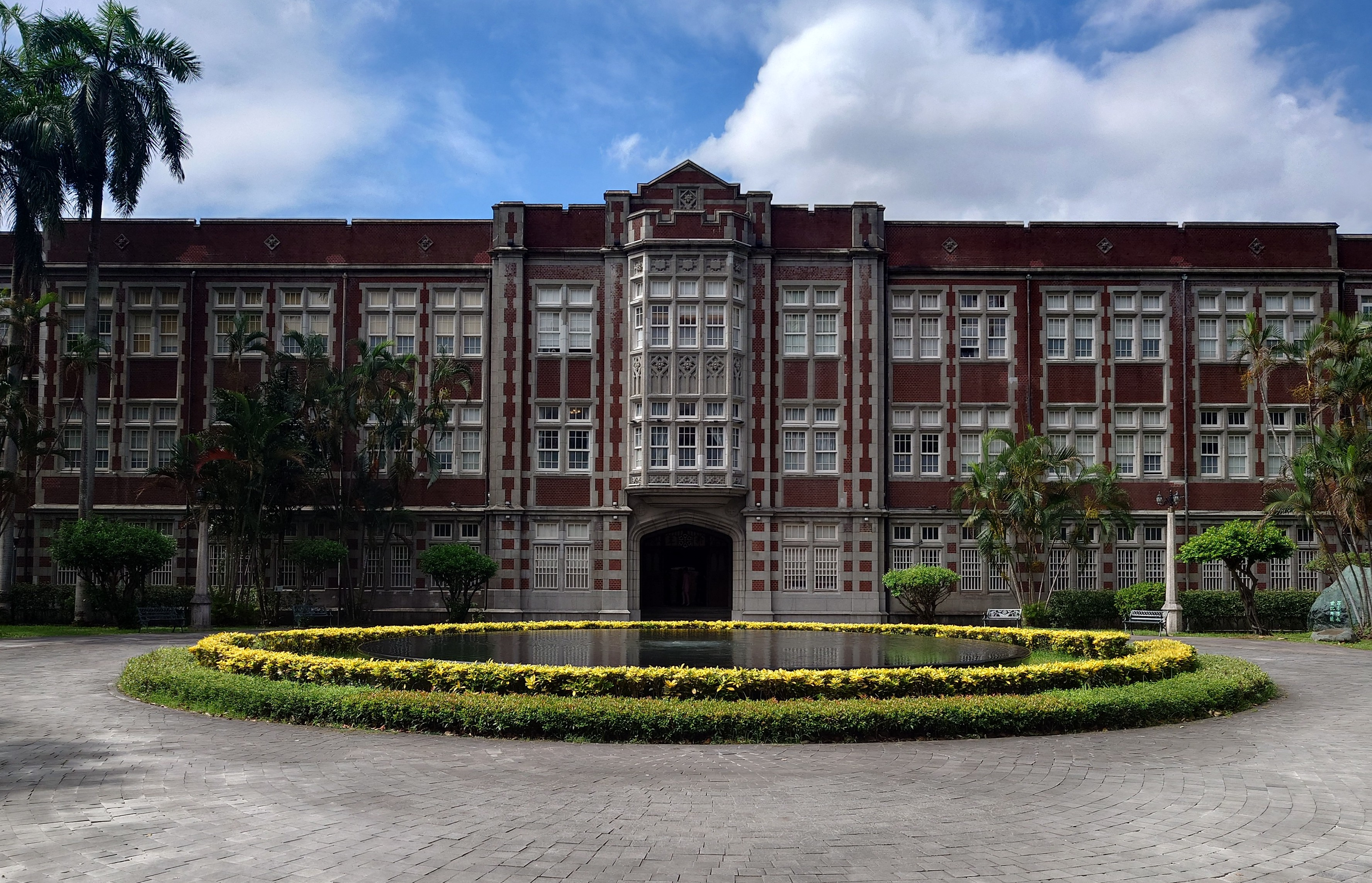
原臺北高等學校本館，今臺師大校本部行政大樓

- 1926年，「臺灣總督府高等學校」改稱為「臺灣總督府臺北高等學校」。
- 1945年，二戰結束，中華民國接收臺灣，「臺灣總督府臺北高等學校」改制為「臺灣省立臺北高級中學」。
- 1946年6月5日，政府設立臺灣省立師範學院，首任院長為李季谷先生。借用臺北高中校舍，共有教育、國文、英語、史地、數學、理化、博物等「創校七學系」。[13]
- 1947年，與「國立臺灣大學」、「臺灣省立農學院」、「臺灣省立工學院」舉辦聯合招生。原「省立臺北和平中學」奉令改組為「師院附屬中學」。
- 1949年4月6日，發生四六事件，中華民國政府整頓師院，期間停止辦學，重新登記學籍。同年臺北高中廢止，由「臺灣省立師範學院」接收臺北高中的校舍與設備。[13]
- 1953年，在美援背景下，成立「工業教育學系」、「家政教育學系」。
- 1955年6月，臺灣省立師範學院改名為臺灣省立師範大學，共設有「教育學院」、「文學院」、「理學院」等三學院。[13]
- 1956年，成立「國語教學中心」。獲教育部補助於泰國首創華語教師海外教學計劃，同時設立「臺灣教育中心」。
- 1957年，校長劉真轉調為臺灣省政府教育廳長，接替者無延續其計畫進行，校地擴張計劃遂無疾而終[14]。成立夜間部。
- 1967年7月1日，配合高等教育由國家管理的政策，改隸為國立臺灣師範大學。[13]
- 1970年，獲世界銀行貸款興建臺師大理學院校舍，理學院遷至公館校區。
- 1996年，學生自治會（現學生會）成立。
- 2006年，臺師大合併林口的國立僑生大學先修班，定名為「國立臺灣師範大學林口校區」。獲得中華民國教育部「獎勵大學教學卓越計畫」補助。成立「國際與僑教學院」。
- 2007年，再度入選獎勵大學教學卓越計畫。增設「應用電子科技學系」。列為教育部25所「大學繁星計畫」大學。成立「音樂學院」。
- 2008年，入選教育部「師資培育之大學發展卓越師資培育計畫」補助。成立「管理學院」，成為臺灣師範院校中的第二個管理學院。
- 2011年，於「獎勵大學教學卓越計畫」、「邁向頂尖大學計畫」皆獲得教育部補助。師大廢除以學業成績退學制度。
- 2015年，與國立臺灣大學、國立臺灣科技大學簽約成立「國立臺灣大學聯盟」（隔年獲教育部核定為「國立臺灣大學系統」）。配合學校已無教官，學生事務處軍訓室與專責導師辦公室合併為「專責導師室」。
- 2018年，理學院整合相關學院成立「生命科學專業學院」（系級單位），為該校第一個專業學院。師大美術館竣工。獲國際文憑組織 (International Baccalaureate Organization, IBO) 認證，成為臺灣第一所國際文憑師資培育機構。入選第一期高教深耕計劃。
- 2019年，教育學院整合相關學術單位成立「學習資訊專業學院」（系級單位）。原師資培育與就業輔導處併入「師資培育學院」，下轄之就業輔導中心改隸學生事務處，並更名為「職涯發展中心」。總務處駐衛警察隊改隸環境安全衛生中心。5月，學生自治會更名為學生會。9月起，國立臺灣大學系統開放跨校修讀輔系。[15]。
- 2021年申請第一期大專校院學生雙語化學習計畫獲得核准，依教育部規劃，申請且獲得補助的單位必須在2024年，全校25%的大二學生英文能力在聽說讀寫達到CEFR B2以上等級，且全校至少有20%的大二與碩一學生在當年所修學分中的20%以上為全英語課程，2030年需要達到50%的學生及50%以上全英文課程。[16]；機電工程學系創立「智能鑄造產學攜手專班」，專收技術型高中畢業生，名額固定開放給南港高工、木柵高工、新北高工、三重商工、瑞芳高工等校，並採用建教合作模式，讓學生進行工廠與學校半工半讀模式完成學業，為普通大學首例[17][18]。

- 2022年，成立網路大學辦公室，建構全球校園。舉辦百年校慶。於國際大學永續評比系統STARS中，獲得亞洲第二面金質獎章[19]。
- 2023年，再度入選第二期高教深耕計劃[20]。配合政府《國家重點領域產學合作及人才培育創新條例》新政策新設「跨域科技產業創新研究學院」，設置AI跨域應用、綠能科技與永續治理等兩個研究所。[21] 成為亞洲師範高教體系中，首間獲得AACSB認證之師範大學[22]。再度入選雙語大學「重點培育學校」[23]。
- 2023年12月，校方認為「工業教育學系」，已隨時代演進將原有的6大分組獨立設系，並發展成為科技與工程學院。工教系已完成轉型的階段性任務，師大校務會議於12月20日決議，工教系學士班原本擬自114學年度起停止招生[24]，後遭教育界人士抗議，認為此舉有損技術型高中的師資培育[25]，因此校方於2024年5月再次決議工業教育學系將轉型為公費專班的形式重新招生，並於隔年招收15名技術型高中畢業生[26]。

## 歷任校長

### 臺灣總督府高等學校至臺灣省立臺北高級中學

#### 高等學校建制時期
| 任次 | 姓名     | 任職日期       | 離職日期       | 備註                                                        |
| ---- | -------- | -------------- | -------------- | ----------------------------------------------------------- |
| 01   | 松村傳   | 1922年4月23日  | 1925年3月31日  | 首任                                                        |
| 02   | 三澤糾   | 1925年5月26日  | 1929年11月30日 | 任內1926年自臺灣總督府高等學校改制為 臺灣總督府臺北高等學校 |
| 03   | 下村湖人 | 1929年11月30日 | 1931年9月12日  |                                                             |
| 04   | 谷本清心 | 1931年9月12日  | 1941年8月26日  |                                                             |
| 05   | 下川履信 | 1941年8月26日  | 1945年10月24日 |                                                             |

#### 高級中學建制時期
| 任次 | 姓名   | 任職日期       | 離職日期      | 備註                                                                        |
| ---- | ------ | -------------- | ------------- | --------------------------------------------------------------------------- |
| 01   | 張金潤 | 1945年12月10日 | 1946年7月2日  | 卸任後，臺北高中校長皆由臺灣省立師範學院院長兼任， 直到1949年台北高中停辦。 |
| 兼任 | 李季谷 | 1946年7月      | 1948年6月     | 臺灣省立師範學院院長兼任                                                    |
| 兼任 | 謝東閔 | 1948年6月      | 1949年5月     | 臺灣省立師範學院院長兼任                                                    |
| 兼任 | 劉真   | 1949年5月      | 1949年7月31日 | 臺灣省立師範學院院長兼任                                                    |

### 臺灣省立師範學院至國立臺灣師範大學
| 任次 | 姓名   | 任職日期      | 離職日期      | 備註                                                                                            |
| ---- | ------ | ------------- | ------------- | ----------------------------------------------------------------------------------------------- |
| 01   | 李季谷 | 1946年5月     | 1948年6月     | 首任，任內兼任臺北高中校長，1949年滯留中國大陸， 後於文革期間不堪批鬥，投華東師範大學麗娃河自盡 |
| 02   | 謝東閔 | 1948年6月     | 1949年5月     | 兼任臺北高中校長                                                                                |
| 03   | 劉真   | 1949年5月     | 1957年8月     | 任內1955年6月自臺灣省立師範學院改制為臺灣省立師範大學                                           |
| 04   | 杜元載 | 1957年8月     | 1966年9月     |                                                                                                 |
| 05   | 孫亢曾 | 1966年9月     | 1971年8月     | 任內1967年6月自臺灣省立師範大學改制為國立臺灣師範大學                                           |
| 06   | 張宗良 | 1971年8月     | 1978年8月     |                                                                                                 |
| 07   | 郭為藩 | 1978年8月     | 1984年6月     |                                                                                                 |
| 08   | 梁尚勇 | 1984年6月     | 1993年2月     |                                                                                                 |
| 09   | 呂溪木 | 1993年2月     | 1999年1月     |                                                                                                 |
| 代理 | 尤信雄 | 1999年2月     | 1999年7月     | 學務長兼代理校長                                                                                |
| 10   | 簡茂發 | 1999年7月     | 2004年7月31日 |                                                                                                 |
| 11   | 黃光彩 | 2004年8月1日  | 2005年4月20日 |                                                                                                 |
| 代理 | 黃生   | 2005年4月20日 | 2006年2月22日 | 代理校長                                                                                        |
| 12   | 郭義雄 | 2006年2月22日 | 2010年2月22日 |                                                                                                 |
| 13   | 張國恩 | 2010年2月22日 | 2018年2月22日 |                                                                                                 |
| 14   | 吳正己 | 2018年2月22日 | 現任          | 現任校長                                                                                        |

## 校園環境

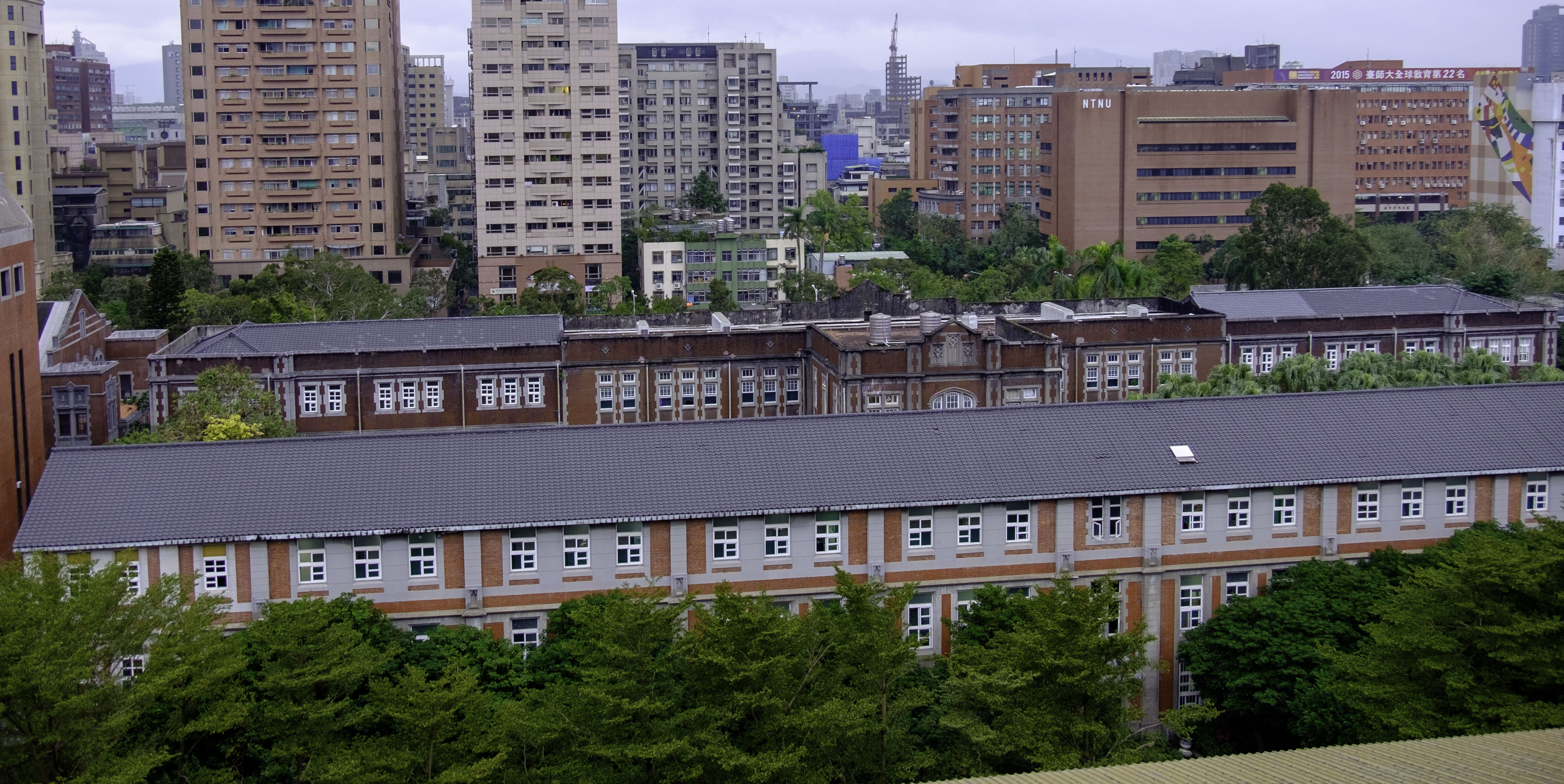
國立臺灣師範大學校本部建築

臺師大校本部位於臺北市大安區，緊鄰永康商圈。並於臺北市文山區（公館校區）、新北市林口區（林口校區）設有校區，以及各地分佈有單獨之館舍。

### 和平校區
和平校區Ⅰ：又稱「校本部」，原為「臺灣總督府臺北高等學校」所在地。地址為臺北市大安區古莊里和平東路一段162號
和平校區Ⅱ：又稱「圖書館校區」。地址為臺北市大安區錦安里和平東路一段129號

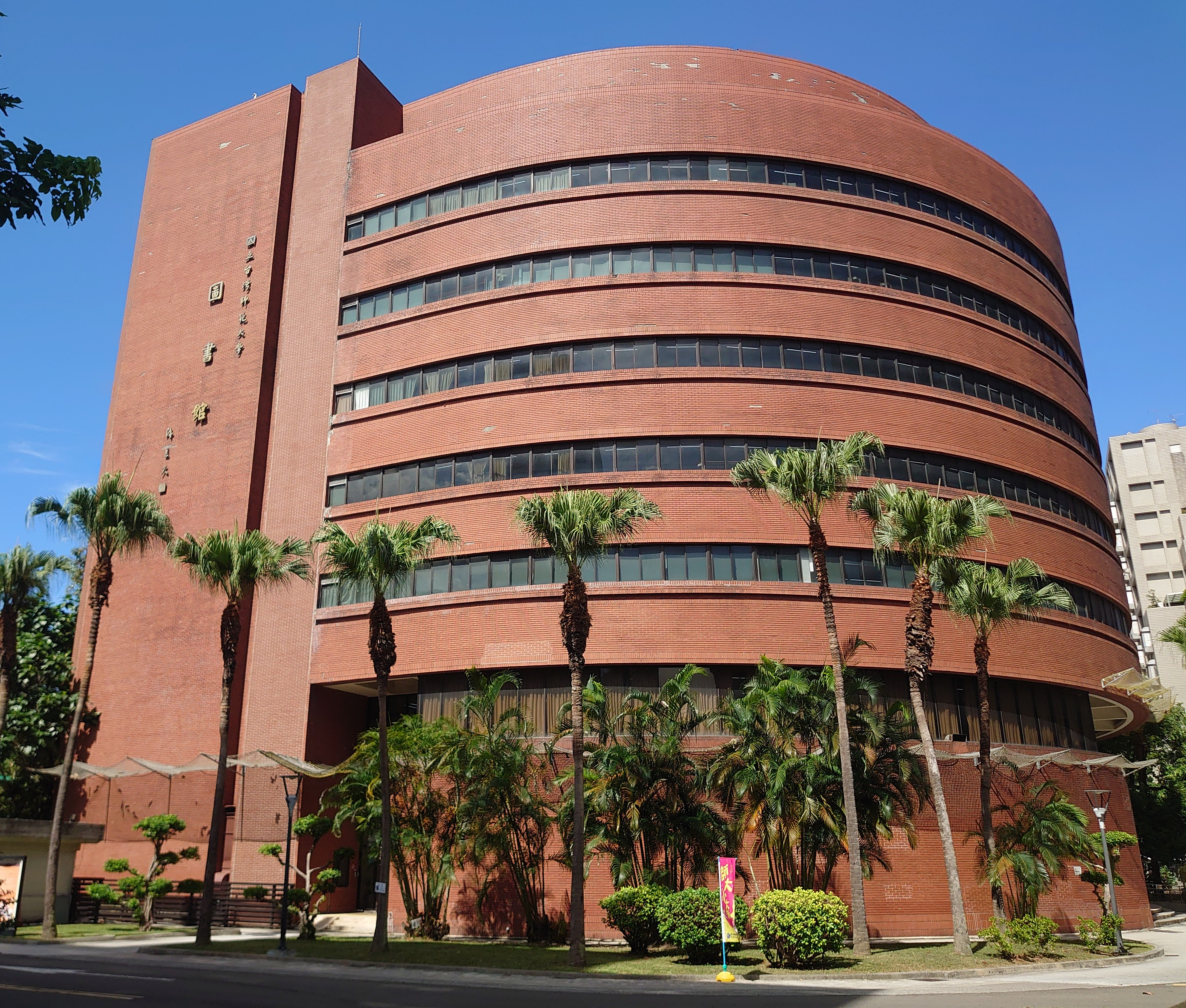
國立臺灣師範大學圖書館總館

### 公館校區
舊稱「師大分部」。地址為臺北市文山區萬年里汀州路四段88號

### 林口校區
原為「國立僑生大學先修班」所在地，合併後因功能配置，又稱「僑生先修部」。地址為新北市林口區林口里仁愛路一段2號。

### 附屬學校
國立臺灣師範大學附屬高級中學，地址為臺北市大安區信義路三段143號。

### 其他館舍
- 雲和教學大樓（大安區雲和街1號）
  - 臺灣語文學系
  - 管理研究所
- 青田教學大樓（大安區青田街5巷6號）
  - 設計學系
  - 藝術史研究所
- 梁實秋故居（大安區雲和街11號）
- 劉真校長故居（中正區福州街11號）
- 師資培育學院大樓（大安區羅斯福路2段77巷26號）
- 學習科學跨國頂尖研究中心（大安區泰順街38巷10號）
- 心田社區諮商中心（大安區青田街5巷16號）
- 青田街2巷1號
- 國際華語學舍（大安區臥龍街31巷口）2023年開始動工。
- 首長及學人宿舍（大安區溫州街16巷16號）
- 其他校外辦公室：
  - 泰順街60巷28號
  - 師大路68巷5號
  - 羅斯福路二段101巷6號
  - 浦城街4巷6號

### 建築

#### 市定古蹟「臺灣師範大學原高等學校校舍」
日治時期台北高等學校係為進入台北帝國大學之預備學校，建於1929年， 採用歌德建築風格形式，屋頂女牆作城垛造型，門窗採用尖拱，並有凸出窗引入光線，講堂後牆仍保存日治教育敕語的保險櫃。台北市政府市定古蹟指定範圍包括「講堂、行政大樓、文薈廳、普字樓」。
- 行政大樓：原臺北高等學校建築群本館，1928年11月7日竣工[13]。
- 普通大樓：原臺北高等學校建築群普通教室。
- 禮堂：原臺北高等學校建築群講堂，1929年11月7日竣工[13]。
- 文薈廳：原臺北高等學校建築群生徒控所，建於1926年6月[13]。

#### 福州街11號日式宿舍（劉真故居）
臺北市中正區福州街11號，曾為師大校長劉真所居。

#### 歷史建築「梁實秋故居」
西元1920-1932年，臺北市大安區雲和街11號，一樓木造獨棟建築，日治高等官舍第三種，為梁實秋擔任英語系系主任時之住所。

#### 師大圖書館
前身為臺灣總督府臺北高等學校圖書館。臺灣戰後時期開始後，於1946年改制為臺灣省立師範學院圖書館。最初設於本部校區行政大樓三樓。增設圖書館校區（現稱校本部Ⅱ）後，於1949年興建二層高的獨立圖書館建築。1980年興建8層樓半圓形之圖書館今址，並於1985年遷入啟用。公館分館原為理學院圖書館，1991年新建現時之館舍。林口分館原為為國立僑生大學先修班圖書館，2006年併入總館改稱林口分館，2020年接收林口校區博雅樓地下室作為書庫。
本館特藏豐富，圖書館收藏1949年教育部撥存之東北大學藏書、及陸續受贈之陳誠故副總統等私人藏書等共二萬餘冊，其中頗多珍本。此外，徵集並保存著名之亞洲研究學者Gernot Prunner私人圖書館之大量稀有藏書，為重要之亞洲研究資源。有鑑於馬華文學相關資料仍付之闕如，與南方大學學院馬華文學館合作建置成「馬華文學數位典藏系統」。2021年1月25日，慶祝高行健應聘國立臺灣師範大學講座教授第十年，於總館6樓原古典閱覽室處改建成立「高行健資料中心」。

#### 自由之鐘
「自由之鐘」是過去臺北高校的精神象徵，1929年由當時臺北高校第二任校長三澤糾先生從美國農場購入，裝設於學校本館（現臺師大行政大樓）三樓頂層。小鐘於二次大戰時遺失，大鐘由於年歲已久，真品目前保存於圖書館校史展覽區內。新製之自由之鐘由臺北高校校友會集資，於日本富山縣重新鑄造後所捐贈。基座寫有「自由、自治」之語。

#### 太極銅質雕像
臺師大為學院派太極文化的發源地，傳統楊家老架太極拳於1958年列入該校體育課程教學，經由發展演變之太極拳體系以「大師太極」為名在校內推廣，1994年亦推廣至北京大學。北大為此於2013年致贈北京奧運太極雕像，2017年再致贈銅製雕像作為71週年校慶賀禮。

## 學校象徵
| 校徽 | 以六個木鐸排成環形，象徵傳承六藝之學，以培養完整的人才。而木鐸則有繼承孔子「天將以夫子為木鐸」（出自《論語．八佾第三》）的精神。六鐸之間嵌有白色的「師大」字樣，以及黃色的「臺」字圖案，代表「臺師大」的簡稱。張國恩校長指示規劃建構本校一致形象視覺識別系統，將原校徽進行視覺化修正，調整線條粗細與空間比例關係，使之更符合現代化應用。 |
| 校訓 | 由第三任校長劉真所定「誠正勤樸」。誠：不虛偽、不欺妄。凡事能做到始終如一、擇善固執。正：不偏私、不枉曲。凡事能做到光明正大，貞固剛毅。勤：不怠惰、不因循。凡事能做到自強不息、鍥而不捨。樸：不奢靡、不浮華。凡事能做到質樸無華，闇然尚絅。 |
| 校樹 | 阿勃勒 |
| 校歌 | 依照台灣當地法規，維基百科只能合法收錄已經公開發表屆滿50年的歌曲資料。 - 臺灣總督府臺北高等學校時期： - 原文：獅子頭山に雲みだれ，七星が嶺に霧まよふ。朝な夕なに天かける，理想を胸に秘めつゝも。駒の足掻のたゆみなく，業にいそしむ學びの舎。限りも知らに奥ふかき，文の林に分け入りて。花つむ袂薫ずれば，若き學徒の誇らひに。碧空遠く嘯きて，わがペガサスに鞭あてむ。錬武の場に下り立ちて，たぎる熱汗しぼるとき。鐵の腕に骨鳴りて，男の子の心昂るなり。つるぎ収めてかへるとき，北斗の星のかげ清し。あゝ純眞の意氣を負ふ，靑春の日はくれやすく。たび去ってかへらぬを，など君起ちて舞はざるや。いざ手をとりて歌はなむ，生の歡喜を高らかに。 - 翻譯：獅子頭山上雲氣蓬蓬，七星嶺上霧迷濛。朝夕不斷掛長空，高尚理想存吾胸。駒足奔騰永不休窮，奮勉繁忙學業中。前途無量深奧無窮，學問進展捷如風。但看花香盈我袂，青年得意喜重重。引吭高歌遙望碧空 ，揚鞭顧盼氣融融。大顯身手練武場中，男子熱汗灑英雄。鐵腕鋼筋誇百鍊，心懷壯志吐長虹。勒馬橫刀歸來歌唱，北斗七星影幢幢。哈！要抱正直之志氣，青春易逝去匆匆。光陰一過不復還，及時努力舞庭中。與君攜手歡呼一曲，人生歡樂在其中。 - 國立臺灣師範大學校歌（1948版）：教育國之本，師範尤尊崇，勤吾學，進吾德，健吾躬。系分科別，途轍雖異匯一宗。學成期大用，師資責任重。吾儕相親相勉，終不負初衷。台灣山川氣象雄，重歸祖國樂融融。教育會其通，世界進大同。教育會其通，世界進大同。 - 2021年決議通過「校歌新版歌詞」，保留原曲調，重新賦詞。與1948年版校歌同步保留與傳唱。 |

## 學術單位
文學院為創校三學院之一，相關學科的研究能量位居世界及臺灣前列。現設有5個學系、2個獨立研究所。
| 文學院 | 國文學系（學、碩、博） | 臺灣語文學系（學、碩、博） |
| 文學院 | 英語學系（學、碩、博） | 翻譯研究所（碩、博）       |
| 文學院 | 歷史學系（學、碩、博） | 臺灣史研究所（碩）         |
| 文學院 | 地理學系（學、碩、博） |                            |

教育學院是臺灣歷史最悠久之教育學院，創校三學院之一。相關學科的研究能量位居世界前列，為臺灣教育學科之龍頭。現設有7個學系、3個獨立研究所、2個碩士在職專班、1個院級學士班。此外，亦下轄有學習資訊專業學院。與日本東北大學、韓國高麗大學、國立政治大學、南京師範大學共同開設亞洲教育領導課程 (AEL)。
| 教育學院 | 教育學系（學、碩、博）               | 公民教育與活動領導學系（學、碩、博） |
| 教育學院 | 教育心理與輔導學系（學、碩、博）     | 特殊教育學系（學、碩、博）           |
| 教育學院 | 社會教育學系（學、碩、博）           | 教育政策與行政研究所（碩）           |
| 教育學院 | 健康促進與衛生教育學系（學、碩、博） | 課程與教學研究所（碩、博）           |
| 教育學院 | 幼兒與家庭科學學系（學、碩、博）     | 復健諮商與高齡福祉研究所（碩）       |
| 教育學院 | 教育學院學士班                       | 創造力發展碩士在職專班               |
| 教育學院 | 成癮防制碩士在職學位學程             |                                      |

| 學習資訊專業學院、（隸屬於教育學院） | 圖書資訊學研究所（碩、博） | 學習科學學士學位學程 |
| 學習資訊專業學院、（隸屬於教育學院） | 資訊教育研究所（碩、博）   |                      |

國際與社會科學學院由原國社會科學學院際僑教學院及原社會學學院整併成立，具有跨領域性質，現設有2個學系、4個獨立研究所，1個院級學士班。
| 國際與社會科學學院 | 華語文教學系（學、碩、博）               | 大眾傳播研究所（碩）         |
| 國際與社會科學學院 | 東亞學系（含政治學研究所）（學、碩、博） | 社會工作學研究所（碩）       |
| 國際與社會科學學院 | 歐洲文化與觀光研究所（碩）               | 國際人力資源發展研究所（碩） |
| 國際與社會科學學院 | 全球研究全英語學士學位學程               |                              |

管理學院現設有1個學士班、2個獨立研究所、2個碩士在職專班。該院為臺灣師範高教體系第二間成立的管理學院，亦為亞洲師範高教體系中首間獲得AACSB認證之學院。
| 管理學院 | 企業管理學系（學）                      | 全球經營與策略研究所（碩）            |
| 管理學院 | 管理研究所（碩）                        | 國際時尚高階管理碩士在職專班(GF-EMBA) |
| 管理學院 | 高階經理人企業管理碩士在職專班（EMBA ） |                                       |

音樂學院為臺灣音樂人才培養及研究之重要高等學府。現設有1個學系、2個獨立研究所、1個院級學士班。由原文學院分出設立。
| 音樂學院 | 音樂學系（學、碩、博） | 表演藝術研究所（碩） |
| 音樂學院 | 民族音樂研究所（碩）   | 表演藝術學士學位學程 |

藝術學院為臺灣美術人才培養及研究之重要高等學府。現設有2個學系、1個獨立研究所，1個院級碩士班。由原文學院分出設立。
| 藝術學院 | 美術學系（學、碩、博） | 藝術史研究所（碩）                   |
| 藝術學院 | 設計學系（學、碩、博） | 藝術產業高階經理碩士在職專班（EMAM） |

理學院為創校三學院之一。設有5現個學系、3個獨立研究所。此外，下轄有生命科學專業學院，亦與中央研究院合開設之博士課程。
| 理學院 | 數學系（學、碩、博）     | 資訊工程學系（學、碩、博）         |
| 理學院 | 物理學系（學、碩、博）   | 永續管理與環境教育研究所（碩、博） |
| 理學院 | 化學系（學、碩、博）     | 科學教育研究所（碩、博）           |
| 理學院 | 地球科學系（學、碩、博） |                                    |

| 生命科學專業學院、（隸屬於理學院） | 生命科學系（學、碩、博） | 生技醫藥產業碩士學位學程         |
| 生命科學專業學院、（隸屬於理學院） | 營養科學學士學位學程     | 生物多樣性國際研究生博士學位學程 |
| 生命科學專業學院、（隸屬於理學院） | 營養科學碩士學位學程     |                                  |

科技與工程學院早期以科技與技職教育師資培育為主軸，近年則強調培養工程技術與研發人才。現設有5個學系、1個獨立研究所、2個院級學士班、1個院級博士班。
| 科技與工程學院 | 工業教育學系（學、碩、博）                  | 電機工程學系（學、碩、博） |
| 科技與工程學院 | 科技應用與人力資源發展學系、（學、碩、博）  | 光電工程研究所（碩）       |
| 科技與工程學院 | 圖文傳播學系（學、碩）                      | 光電工程學士學位學程       |
| 科技與工程學院 | 機電工程學系（學、碩、博）                  | 車輛與能源工程學士學位學程 |
| 科技與工程學院 | 科學-科技-工程-數學整合教育國際博士學位學程 |                            |

運動與休閒學院為台灣體育人才培養及研究的重要高等學府，現設有2個學系、1個獨立研究所、1個碩士在職專班。
| 運動與休閒學院 | 體育與運動科學系（學、碩、博）     | 運動競技學系（學、碩）                   |
| 運動與休閒學院 | 運動休閒與餐旅管理研究所（碩、博） | 臺師大樂活產業高階經理人在職專班（EMBA） |

跨域科技產業創新研究學院依據《國家重點領域產學合作及人才培育創新條例》設立，旨在呼應政府提出產業創新為重點策略方向。現設有2個獨立研究所。
| 跨域科技產業創新研究學院 | AI 跨域應用研究所 | 綠能科技與永續治理研究所 |

## 行政組織
| 校長室       | 副校長室           | 秘書室                 | 主計室       | 人事室       | 體育室     |
| 教務處       | 學生事務處         | 總務處                 | 研究發展處   | 國際事務處   | 圖書館     |
| 環境安全中心 | 資訊中心           | 國語教學中心           | 進修推廣學院 | 師資培育學院 | 僑生先修部 |
| 美術館       | 雙語教育推動辦公室 | 高等教育深耕計畫辦公室 |              |              |            |

## 研究與教學中心
師大的教學研究中心如下 ：
| 校級中心 | 數學教育中心               | 科學教育中心       | 特殊教育中心       |
| 校級中心 | 心理與教育測驗研究發展中心 | 教育研究與創新中心 | 體育研究與發展中心 |

臺師大共有4個特色領域研究中心獲「高教深耕計劃」補助：學習科學跨國頂尖研究中心、華語文與科技研究中心、國際台灣學研究中心、社會情緒教育與發展研究中心。與耶魯大學哈斯金實驗室共同成立「大腦發展與學習聯合實驗室」。
心理與教育測驗研究發展中心負責舉辦國中教育會考。國語教學中心是台灣重要的華語第二語言學習機構。
| 院級中心 | 華語文與科技研究中心（隸屬教育學院）           | 學習科學跨國頂尖研究中心（隸屬教育學院）       | 全球華文寫作中心（隸屬文學院）               |
| 院級中心 | 國際臺灣學研究中心（隸屬文學院）               | 文物保存維護研究發展中心（隸屬藝術學院）       | 國際版畫中心（隸屬藝術學院）                 |
| 院級中心 | 社會情緒發展研究中心（隸屬教育學院）           | 全球客家文化研究中心（隸屬國際與社會科學學院） | 原住民族研究發展中心（隸屬國際與社會科學院） |
| 院級中心 | 東亞文化與漢學研究中心（隸屬國際與社會科學院） | 社會工作與家庭研究中心（隸屬國際與社會科學院） | 智能與指數化投資研究中心（隸屬管理學院）     |
| 院級中心 | 音樂數位典藏中心（隸屬音樂學院）               | 亞洲流行音樂數位科技研究中心（隸屬音樂學院）   | 產業與管理研究發展中心（隸屬音樂學院）       |
| 院級中心 | 中國信託成癮防制暨政策研究中心（隸屬教育學院） | 微奈米遠見檢測研究中心（隸屬科技與工程學院）   | 天文與重力研究中心（隸屬理學院）             |
| 院級中心 | 先進材料與綠能研究中心（隸屬理學院）           |                                                |                                              |

| 系所級中心 | 教育專業發展中心（隸屬教育學系）         | 臺灣保羅‧弗萊瑞學術交流中心（隸屬教育學系）      | 雲端測驗中心（隸屬教育心理與輔導學系）             |
| 系所級中心 | 成人教育研究中心（隸屬社會教育學系）     | 家庭研究與發展中心（隸屬幼兒與家庭科學學系）     | 體驗教育與領導力中心（隸屬公民教育與活動領導學系） |
| 系所級中心 | 減塑促進中心（隸屬幼兒與家庭科學學系）   | 表演藝術暨華文音樂劇中心（隸屬表演藝術研究所）   | 技術職業教育研究中心（隸屬工業教育學系）           |
| 系所級中心 | 法語教學中心（隸屬歐洲文化與觀光研究所） | 日本研究中心（隸屬東亞學系）                     | 中國大陸研究中心（隸屬東亞學系）                   |
| 系所級中心 | 海外華人研究中心（隸屬東亞學系）         | 全球創新創業研究中心（隸屬全球經營與策略研究所） | 先進管理創新研究中心（隸屬企業管理學系）           |
| 系所級中心 | 體適能中心（隸屬體育室）                 |                                                  |                                                    |

## 校園活動

### 重要活動
師大藝術節
師大國際文化節
師大體育表演會
體育表演會是師大每年初夏最受歡迎的盛會，此為體育學系應屆畢業生的成果展（自2005年開始，改為運動與休閒學院的體育學系、運動競技學系合辦，總幹事由兩系輪流交替擔任），其內容由大學部四年級同學負責籌辦，帶領一、二、三年級學生共同參與演出，節目企劃、流程、演出人員完全由學生編排、操作。最早舉辦時間可追溯至1950年代。
師大音樂節
師大音樂節系列活動含括音樂、舞蹈、音樂劇等表演節目、大師講座系列、論文發表會及歌唱大賽（阿勃勒盃學生歌唱比賽）等，為本校年度盛事之一。
師大人文季
該活動起始於2001年，旨在以相關藝文活動為臺師大開啟「人與人文的對話」，為師大文學院的年度盛事。
師大紅樓現代文學獎
旨在提倡校內寫作風氣，提昇文學創作水準，培養文學創作人才。分為「紅樓現代文學獎」（國立臺灣大學系統學生）與「全國高中紅樓文學獎」兩項。
梁實秋文學大師獎
梁實秋在師大歷任英語系專任教授兼系主任、文學院院長等職。梁實秋文學獎由梁實秋弟子、作家余光中所創辦，為臺灣第一個以作家名字命名的文學獎項。獎項分為翻譯及散文兩大類別，以紀念梁實秋先生其人以及其於此兩方面的成就。 2022年第35屆，新設「文學大師典範獎」，以獎勵於翻譯或散文領域具有卓越成就，且持續推動文學翻譯或散文創作有特殊成就或重大貢獻者。
社團與學系博覽會（目前停辦）
黃金雨季與師駝晚會黃金雨季系列活動是師大社團界的年度盛事，每年從3月到6月分別舉辦「金雨週」、「社團評鑑指標說明暨資料整理培訓」、「社團評鑑」及「校慶暨師駝晚會」。
臺師大人文電影節
人文電影節每屆各有不同的主題，並將放映影片區分為若干種議題，歷屆以來觸及空間、環境、轉型正義、教育、族群、犯罪、臺灣史、家庭、情感、動保、性別、科技、人權、疾病、情慾等諸多議題，以藉由電影讓參與者接觸社會議題為宗旨，配合映後座談等活動。於2016年首度舉辦，其後每年舉辦，皆辦理於每學年的第一學期，時間約坐落在每年冬季的11至12月左右。
黎明破曉前－四六事件紀念
臺師大學生會舉辦四六事件紀念活動的歷史可追溯至1990年代學生會創立之初，當時訴求平反四六事件的受害學生並列入校史。及後，由於平反和列入校史的訴求均已達成，近年以記憶四六事件及白色恐怖歷史、推動校園轉型正義為宗旨。 舉辦於每學年的第二學期，時間約坐落在春夏之交的4至5月左右。
臺師大西瓜節
早年師大小風含蓄，西瓜節為該校特有傳遞愛意之節日。當前由該校學生會以「西瓜節」為標誌舉辦系列活動，皆辦理於每學年的第二學期，時間約坐落在夏季的5至6月。
愛洛生活節
為師大年度盛大的性平月活動，藉由音樂會、講座、影展、攝影展、徵文比賽、各式動態與靜態活動等方式，傳遞性別平等教育的重要性。

## 學生團體

### 學生會
國立臺灣師範大學之全校性學生自治組織為國立臺灣師範大學學生會，於1996年成立，在每年7月1日交接。
學生會採三權分立，下設代表行政的「學生工作會」、代表立法的「學生議會」及代表司法的「學生評議會」，由全校學生直選產生的學生會會長及各院學生選舉產生的學生議員等職務，任期均自7月1日至隔年6月30日，共一年。
2021年至2024年間，學生會改組為類理監事制度，直至2024年再度修憲回歸三權分立。全校學生選舉出學生代表及不分區監事，再由學生代表組成學生代表大會相互選舉出理事及理事長，理事長即為改制過後的學生會會長。而學生會設有三大單位，分別為最高權力機構「學生代表大會」、執行機構「理事會」和監察及仲裁機構「監事會」。
學生代表及不分區監事的任期為兩年，自7月1日至後年的6月30日理事會的成員的任期為一年，自7月1日至隔年的6月30日。

### 學生社團
目前校內共有174個學生社團，包含學術性社團28個，藝文性社團24個，康樂性社團18個，體能性社團20個，服務性社團18個，聯誼性社團19個，綜合性社團（含各系所學會、畢聯會、全人書院學生會）47個。

## 校際交流

### 大學聯盟
國立臺灣大學系統
全球產學未來人才培養策略聯盟
東亞教師教育國際聯盟
該聯盟旨在推進教師教育的國際共同研究，促進教師職業志願者間的國際交流，教師教育大學間的相互派遣，在東亞地區完善大學教師的互相派遣體系來充實各院校的教育內容。成員包括該校與香港教育大學、北京師範大學、華東師範大學、廣島大學、橫濱國立大學、東京學藝大學、埼玉大學、首爾教育大學等。
國際師資培育學校網絡、2030年永續發展教育框架
為促進聯合國永續發展目標 (Sustainable Development Goals, SDGs) 之達成，聯合國教科文組織師培教育重新導向永續發展小組 (UNESCO Chair in Reorienting Education towards Sustainability)、加拿大約克大學教育學院 Charles A. Hopkins 教授領導之全球性計畫，臺師大於2018年6月27日簽訂合作備忘錄。2020年12月19日續訂備忘錄，並加入「國際師資培育學校網絡」(International Network of Teacher Education Institutions, INTEI)，以及「2030年永續發展教育框架」(ESD for 2030 Framework) 下之「原住民族永續發展教育 #IndigenousESD」 (Education for Sustainable Development) 等學術社群。
臺灣教育學術聯盟
臺師大於2017年配合教育部新南向計畫，擔任聯盟召集學校，與臺大、清大、交大、政大、成大組成「教育及人文學術型領域聯盟」。為擴大國內教育領域學術交流，該校於2019年底再集結台灣12所大專院校教育學院系所成立該聯盟，建立國內學術網絡，提升台灣教育學術的國際能見度與競爭力。現有成員包括該校與國立臺灣大學、國立清華大學、國立成功大學、國立中央大學、國立高雄師範大學、國立彰化師範大學等。 
臺灣永續治理大學聯盟
為強化臺灣高等教育界在永續議題的合作，該校與國立臺灣大學、國立臺灣科技大學、國立中央大學、國立中興大學、國立中山大學、國立臺灣海洋大學、國立屏東科技大學以及國立東華大學共9所國立大學共同發起成立該聯盟。以建立高等教育機構間的交流網絡，共享臺灣情境的大學永續治理相關資訊與知識，共同肩負起大學永續發展及社會責任，邁向永續發展目標。
臺灣優華語計劃
臺師大與美國賓州州立大學、加州大學洛杉磯分校、加州大學聖塔芭芭拉分校、馬里蘭大學、關島大學、普渡大學及英國倫敦大學亞非學院共同推動優華語計畫，推動策略包括：創建臺灣在美國與英國影響力最深遠的華語文教學基地培育海外優質華語文教學師資人才提高臺灣學生赴外實習機會開發具有臺灣特色的語言與文化課程強化臺灣英語教學人力資源。另與賓州州立大學共同設置海外華語教學中心。
亞太商學院聯合會
亞太商學院聯合會 (Association of Asia-Pacific Business Schools, AAPBS) 正式成立於2004年，其創立宗旨在於透過會員間研究、教學上的合作，提升亞太地區商管學院的教育品質。臺師大於2015年正式加入。
臺灣商管學院聯合會
該會旨在促進臺灣商管學院之交流。師大管院為創設會員之一，現有會員涵蓋院校之商管學院。

## 爭議事件

### 血論文案
2024年11月28日，立委陳培瑜揭露該校女子足球教練周台英為研究計畫，以必修學分為要脅，強迫足球選手配合抽血，違反學術倫理。事件延燒至2025年7月，引發教育部、監察院、行政院等政府機關及各界關切。。

## 外部連結
- 國立臺灣師範大學 （页面存档备份，存于）
- 國立臺灣師範大學 National Taiwan Normal University的Facebook專頁
- 國立臺灣師範大學 NTNU的Instagram帳戶
- YouTube上的國立臺灣師範大學 National Taiwan Normal University
- Linkedin上的National Taiwan Normal University  （页面存档备份，存于）
- 臺灣師範大學原高等學校校舍（講堂、行政大樓、文薈廳、普字樓）—文化部文化資產局 （页面存档备份，存于）
- 大專校院校務資訊公開平台（页面存档备份，存于）

1. ↑  教育部高級中等以下學校及幼兒園教師資格考試專案辦公室
2. ↑  教育部高級中等以下學校及幼兒園教師證書核發作業工作小組／高級中等學校專業及技術教師資格審核、對照表修訂及師資培育專門課程基準規劃工作小組／國外大學以上學歷普通課程專門課程及教育專業課程審查小組